# Fernando Antônio Figueiredo

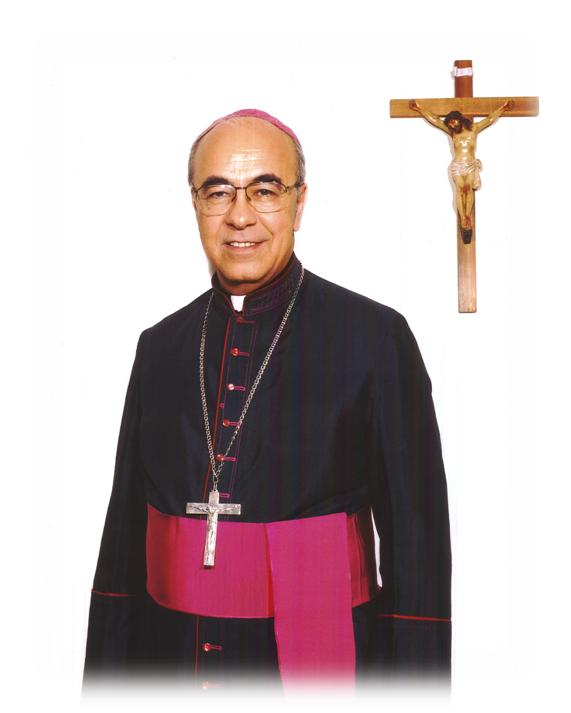
Fernando Antônio Figueiredo

Fernando Antônio Figueiredo OFM (* 1. Dezember 1939 in Muzambinho, Minas Gerais, Brasilien) ist ein brasilianischer Geistlicher und emeritierter römisch-katholischer Bischof von Santo Amaro.

## Leben
Fernando Antônio Figueiredo trat der Ordensgemeinschaft der Franziskaner bei und empfing am 16. Dezember 1967 die Priesterweihe.
Papst Johannes Paul II. ernannte ihn am 21. Januar 1984 zum Weihbischof in Teófilo Otoni und Titularbischof von Ulcinium. Die Bischofsweihe spendete ihm der Erzbischof von São Paulo, Paulo Evaristo Kardinal Arns OFM, am 10. März desselben Jahres; Mitkonsekratoren waren Geraldo Majela Reis, Erzbischof von Diamantina, und Arnaldo Ribeiro, Weihbischof in Belo Horizonte. Als Wahlspruch wählte er A SERVIÇO DO EVANGELHO.
Am 12. November 1984 wurde er zum Koadjutorbischof von Teófilo Otoni ernannt. Mit dem Rücktritt von Quirino Adolfo Schmitz OFM am 3. August 1985 folgte er diesem im Amt des Bischofs von Teófilo Otoni nach. Am 15. März 1989 wurde er zum ersten Bischof des mit gleichem Datum errichteten Bistums Santo Amaro ernannt.
2009 wurde er in die Academia Paulista de Letras, Cadeira 36, gewählt.
Papst Franziskus nahm am 2. Dezember 2015 seinen altersbedingten Rücktritt an.